# Tramwaje w Permie

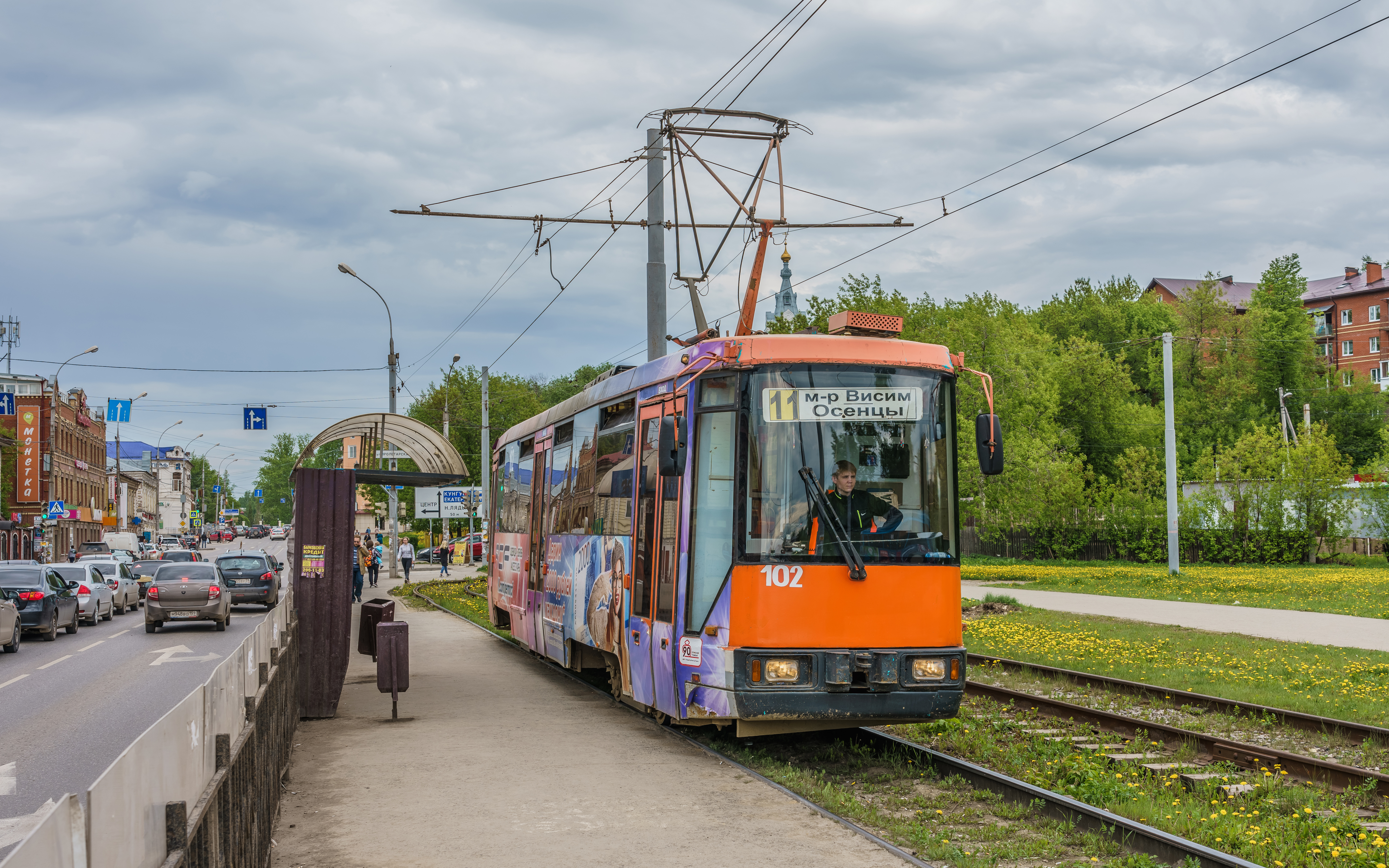
Wagon AKSM-60102 nr 102

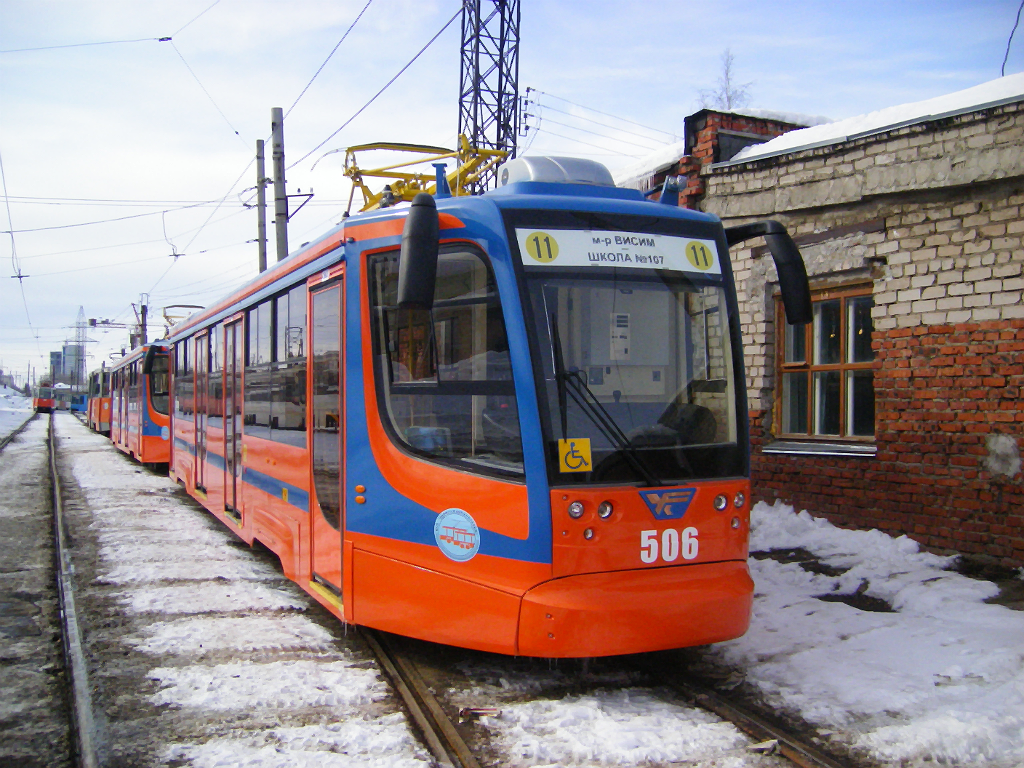
Tramwaj KTM-23 o nr 506 w zajezdni Balatovo

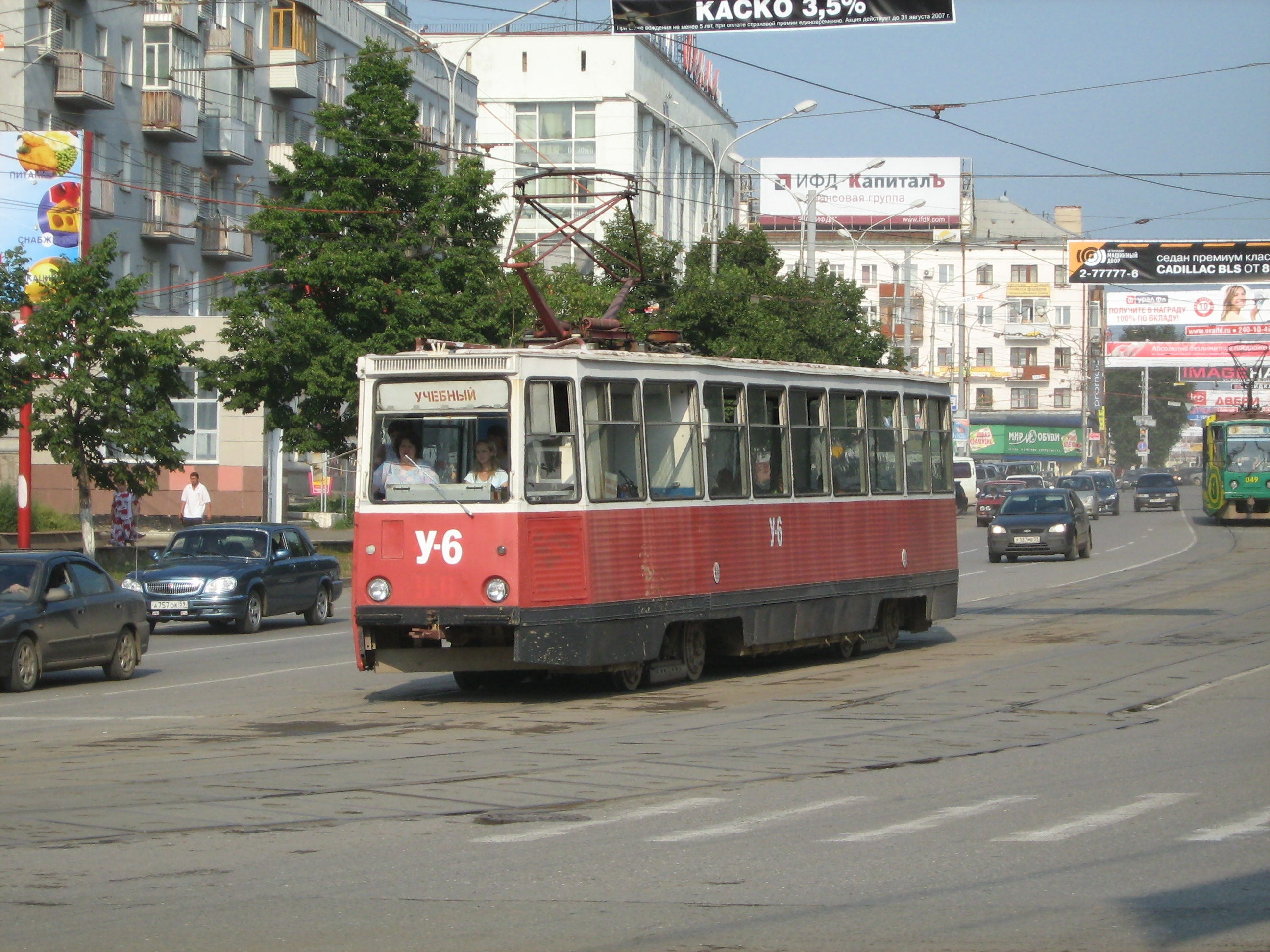
Wagon KTM-5 służący jako wagon do nauki jazdy

Tramwaje w Permie − system komunikacji tramwajowej działający w rosyjskim mieście Perm.

## Historia
Pierwszą linię tramwajową w Permie otwarto 7 listopada 1929 na trasie z Motowilichy do ulicy Lenina na skrzyżowaniu z ul. Krasnoufimską (obecna ul. Kujbyszewa). W 1930 linię tramwajową przedłużono do stacji kolejowej Perm II oraz wzdłuż ulicy Karola Marksa do parku im. Gorkiego, którą obsługiwała linia nr 2. Do stacji kolejowej Perm I linię tramwajową zbudowano od początku ul. K. Marksa w 1937. W latach 1932−1933 tramwaje od dworca kolejowego Perm II dotarły do strefy przemysłowej. Trasę tę obsługiwała linia nr 3. Przez pewien okres w Permie były także tramwaje towarowe. W 1948 planowano budowę nowej zajezdni tramwajowej (obecnie «Krasnyj Oktjabr»). W 1952 linię tramwajową wzdłuż Syberyjskiego traktu przedłużono do fabryki rowerów "Velta". W 1957 wybudowano połączenie istniejących tras w ulicach: Gromowa i Lenina oraz uruchomiono linię tramwajową nr 5 na trasie: Perm-II − Zawod Kalinina (fabryka im. Kalinina). W 1958 zbudowano linię w ul. Puszkina do rafinerii oraz wybudowano nową zajezdnię tramwajową «Bałatowo». Linia ta działała przez pewien czas jako niezależna od reszty sieci. W latach 60. XX w. planowano zlikwidować trasę w ulicy K. Marksa i zastąpić ją trolejbusami; z tego powodu w 1961 wybudowano trasę w ulicach Gorkiego i Rewolucji, po której miały jeździć tramwaje linii nr 6 i 8. Jednak linia tramwajowa w ul. K. Marksa w tamtych latach nie mogła zostać zlikwidowana i dalej jeździła po niej linia nr 6, a w ul. Gorkiego linia nr 8. W 1965 została zbudowana linia na ulicach Krupskiej i Gagarina do ul. Uszynskiego; na tę trasę skierowano linie 1, 7 i 8. W grudniu 1970 tramwaje dotarły na drugi brzeg Kamy. W 1976 wybudowano linię do zakładów chemicznych. W 1969 zlikwidowano linię tramwajową z części ul. Lenina (przeniesiono ją na ul. Kommunisticzeską), którą zastąpiła linia trolejbusowa nr 7. W 1987 zamknięto linię tramwajową na drugą stronę rzeki, którą rozebrano w latach 1994−1995. Obecnie po ostatnich latach likwidacji niektórych odcinków planowana jest budowa kilku nowych linii, oraz są prowadzone prace remontowe na istniejących liniach.

## Linie
Według stanu na 2013 w Permie działa 11 linii tramwajowych:
- 2: Ulica Stachanowskaja − Osiency
- 3: Razgulaj − lesokombinat «Krasnyj Oktjabr»
- 4: Stacja Perm II - Powiat Wisim
- 5: Stacja Perm II - Stacja Bachariewka
- 6: Powiat Wisim - "Velta"
- 7: Stacja Perm II - Wagonoriemontnyj zawod
- 8: Powiat Wisim - Stacja Bachariewka
- 10: Szkoła 107 − Inkar
- 11: Szkoła 107 − Powiat Wisim
- 12: Stacja Perm II - "Velta"
- 13: Ulica Stachanowskaja - lesokombinat «Krasnyj Oktjabr»

## Zajezdnie
- zajezdnia «Krasnyj Oktjabr» − zakład remontowy, na jego terenie znajduje się 10 wagonów.
- zajezdnia «Bałatowo» − czynna zajezdnia tramwajowa. Stacjonują w niej 182 wagony.
- «Razgulaj» − zajezdnia techniczna zamknięta 28 grudnia 2010

## Tabor
Pierwszymi tramwajami w Permie były używane wagony typu F dostarczone z Moskwy. W 1948 otrzymano pierwsze tramwaje typu KTM/KTP-1. W 1970 rozpoczęto dostawy tramwajów KTM-5, które w 1973 zastąpiły KTM/KTP-1, a w styczniu 1977 także KTM/KTP-2. W latach 90. otrzymano nowe tramwaje typu KTM-8 i KTM-8KM, ostatni z nich dotarł do Permu w 1999. Od 2005 rozpoczęto dostawy nowych tramwajów typu KTM-19KT, a od 2007 KTM-19K. Według stanu na rok 2012 najnowszymi tramwajami w Permie były wówczas częściowo niskopodłogowe tramwaje KTM-23. Pierwszy z nich do Permu dotarł we wrześniu 2010 z Moskwy, oznaczono go nr 502. Następne dwa o nr 504 i 506 otrzymano w lutym 2011, a w marcu kolejne trzy o nr 508, 510 i 512. W posiadaniu przedsiębiorstwa МУП Пермгорэлектротранс są także tramwaje produkcji białoruskiej firmy Biełkommunmasz: 12 wysokopodłogowych tramwajów AKSM-60102 z lat 2008−2009. Do 2011 posiadano także jeden częściowo niskopodłogowy AKSM-62103 z 2010. 27 września 2011 na terenie zajezdni Balatovo spalił się wagon KTM-23 o nr 528, w wyniku czego został wycofany z eksploatacji. Według stanu na 2012 łącznie w Permie było 181 wagonów liniowych:
| typ        | sztuk |
| ---------- | ----- |
| KTM-5      | 47    |
| KTM-5A     | 18    |
| KTM-8K     | 11    |
| KTM-8KM    | 21    |
| KTM-19KT   | 18    |
| KTM-19K    | 9     |
| AKSM-60102 | 12    |
| KTM-23     | 45    |

Wg stanu na 2012 tabor techniczny składa się z 17 tramwajów typu KTM-5, 2 KTM-5A oraz 1 KTM-8KM.